# Усть-Каменогорск (станция)
Станция Усть-Каменогорск (каз. Өскемен станциясы) — железнодорожная станция Казахстанских железных дорог, расположенная в Усть-Каменогорске.